# Nino Sansone
Nino Sansone (Napoli, 22 agosto 1915 – Milano, 21 febbraio 1968) è stato un giornalista e scrittore italiano.

## Biografia
Nato a Napoli da una famiglia nobile originaria di Ostuni, rimase sempre legato culturalmente alla realtà e ai problemi del meridione. Nel 1945, subito dopo la liberazione, assunse l'incarico di redattore responsabile nel quotidiano «La Voce di Napoli», mansione che svolse fino al 1948; poi, dal 1952 al 1959 divenne capocronista nella locale redazione de «l'Unità»; poi, dal 1959 al 1962 passò alla redazione romana del medesimo quotidiano dove mantenne lo stesso incarico.
 In questi anni collaborò con altre testate giornalistiche come «Il Contemporaneo», «La voce del mezzogiorno», «La voce di Napoli» e fu tra i promotori della rivista mensile «Cronache meridionali».
 Successivamente si spostò a Bari dove fondò e gestì a sue spese il quotidiano «La Voce della Puglia» con l'intento dichiarato di diffondere le idee meridionaliste propugnate da Piero Gobetti, Antonio Gramsci e Gaetano Salvemini. Il quotidiano però non riuscì ad avere una tiratura idonea a coprire le spese di gestione; tanto che Nino Sansone fu costretto a cessarne la pubblicazione dopo solo due anni di attività. Questa deludente esperienza lo convinse ad abbandonare il giornalismo per dedicarsi alla scrittura di testi e saggi destinati all'editoria.
 Collaborò quindi con alcuni editori tra cui Cino del Duca di Città di Castello per il quale, nel 1963,  assieme all'amico Mario Schettini curò la pubblicazione della collana «La Lucerna».

Successivamente si trasferì a Milano e collaborò con riviste e giornali. Si occupò infine dell'amministrazione della casa editrice  «Giordano». Qui conobbe e sposò Laura Giordano, figlia dell'editore. 
 Colpito da un male inesorabile in età ancora giovanile, morì nella sua casa di Milano. Fu sepolto nella cappella di famiglia a Ostuni:

## Archivio
- Sansone Nino, su siusa.archivi.beniculturali.it. URL consultato il 5 gennaio 2024. - L'archivio conserva lettere e documenti relativi a Nino Sansone oltre a suoi scritti e poesie.